# Ketil Askildt

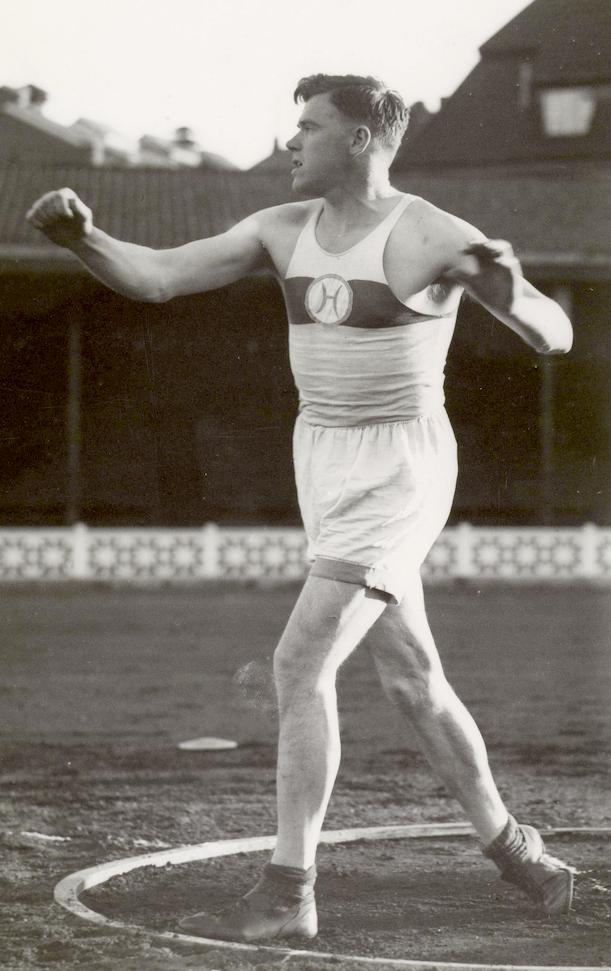
Ketil Askildt, 1933

Ketil Askildt (Ketil Halvorsen Askildt; * 24. November 1900 in Skien; † 6. September 1978 in Nes, Sauherad) war ein norwegischer Diskuswerfer und Kugelstoßer.
Bei den Olympischen Spielen 1924 in Paris kam er im Diskuswurf auf den fünften und im Kugelstoßen auf den 15. Platz. 1928 schied er bei den Olympischen Spielen in Amsterdam im Diskuswurf in der Qualifikation aus.
Siebenmal wurde er Norwegischer Meister im Diskuswurf (1925–1927, 1929, 1930, 1932, 1933).

## Persönliche Bestleistungen
- Kugelstoßen: 13,94 m, 22. August 1926, Oslo
- Diskuswurf: 46,48 m, 22. August 1926, Oslo